# Kula (Syria)
Kula (arab. قولا) – wieś w Syrii, w muhafazie Aleppo, w dystrykcie Ajn al-Arab. W 2004 roku liczyła 592 mieszkańców.